# Le Soldat dieu
Pour plus de détails, voir Fiche technique et Distribution.
Le Soldat dieu (キャタピラー, Kyatapirā) est un film japonais réalisé par Kōji Wakamatsu, sorti en 2010.

## Synopsis
En 1940, pendant la Guerre sino-japonaise, le lieutenant Kurokawa est renvoyé dans sa famille, couvert de médailles, mais ayant perdus ses bras et ses jambes au combat. Shigeko, son épouse, doit alors prendre la responsabilité de s'occuper de lui, en tant que héros de guerre (軍神, gunshin, "soldat-dieu"). Comme les habitants du village, la radio et les journaux le lui rappellent constamment, son rôle est de faire honneur à l'Empereur et de servir le pays en se dévouant à son mari.

## Fiche technique
- Titre original : キャタピラー (Kyatapirā?)
- Titre français : Le Soldat dieu[1]
- Réalisation : Kōji Wakamatsu
- Scénario : Hisako Kurosawa et Masao Adachi d'après la nouvelle La Chenille d'Edogawa Ranpo
- Dialogues : Takahito Obinata
- Photographie : Reiji Okubo, Taku Takahashi et Mio Wakisaka
- Montage : Shuichi Kakesu
- Chef opérateur : Tomohiko Tsuji, Yoshihisa Toda et Yusaku Mitsuwaka
- Producteurs : Kōji Wakamatsu et Noriko Ozaki
- Sociétés de production : Wakamatsu Production, Skhole Corporation Production
- Directeur artistique : Hiromi Nozawa
- Musique : Sally Kubota et Yumi Okada
- Pays de production : Japon
- Format : Couleurs - 35 mm - 1,85:1 - Dolby Digital
- Genre : drame
- Durée : 87 min
- Date de sortie :
  - Japon : 14 août 2010[2]

## Distribution
- Shinobu Terajima : Shigeko Kurokawa
- Shima Ōnishi : Kyuzo Kurokawa
- Ken Yoshizawa : Kenzo Kurokawa
- Keigo Kasuya : Tadashi Kurokawa
- Emi Masuda : Chiyo Kurokawa
- Sabu Kawahara : le chef du village
- Maki Ishikawa : la femme du chef du village
- Ryō Mukuta : le soldat japonais
- Daisuke Iijima : le commandant
- Gō Jibiki : un officier militaire
- Arata Iura : un officier militaire
- Katsuyuki Shinohara : Kuma
- Naoko Orikasa : Toshiko
- Daisuke Iijima : commandant
- Ichirō Ogura : la voix de la radio
- Sanshirō Kobayashi : un villageois
- Takaaki Kaneko : un villageois
- Mariko Terada : une femme chinoise
- Maria Abe : une femme chinoise
- Yasuyo Shiba : une femme chinoise

## Production
Le film est tourné en douze jours seulement, avec un budget très limité, ce qui est le mode de fonctionnement de Wakamatsu Production, la société du réalisateur.

## Récompenses
L'actrice principale Shinobu Terajima est récompensée pour sa performance par l'Ours d'Argent de la meilleure actrice au Festival de Berlin en 2010.

## Autour du Film
- Le film a été tourné à Nagaoka et dans la préfecture de Niigata, dans la région de Chubu (au nord-est de Tokyo).
- Le personnage joué par Katsuyuki Shinohara, jugé comme « fou » par les habitants du village, a été pensé comme par le réalisateur comme le représentant lui-même : « il représente la part du 'moi' qui a été fortement critiqué comme un 'idiot', une 'disgrâce nationale', un 'égout'. ». Le réalisateur explique que le personnage reste conforme à ses idéaux, en refusant de suivre la pensée générale et de se réjouir d'aller en guerre. En cela, il serait le personnage le plus courageux du film.
- Le tableau du générique de fin est un tableau du frère de Masao Adachi, ami de Kōji Wakamatsu, découvert par le réalisateur lors d'une exposition de peinture sur le thème de la bombe atomique. La chanson jouée s'intitule Shinda onna no ko ("petite fille morte"), dont les paroles ont été à l'origine écrites par le poète turc Nâzım Hikmet[3].